# Der Himmel dacht auf Anhalts Ruhm und Glück

Der Himmel dacht auf Anhalts Ruhm und Glück (Le ciel a songé à la gloire et au bonheur d'Anhalt) (BWV 66a) est une cantate profane (Serenata) de Johann Sebastian Bach composée à Köthen en 1718 et jouée pour la première fois au palais princier le 10 décembre de cette année à l'occasion du 24e anniversaire du prince Léopold d'Anhalt-Köthen. Bien qu'il soit né un 9 décembre, en 1694, les festivités n'eurent lieu que le lendemain. Le livret est de Christian Friedrich Hunold et fut imprimé dans ses « Auserlesene und theils noch nie gedruckte Gedichte » à Halle en 1719 tandis que la musique est entièrement perdue.
Il semble que ce soit la première cantate qu'ait écrite J.S. Bach à Köthen. Il y a deux figures allégoriques, « Die Glückseeligkeit Anhalts »  et « Fama ».
La cantate Erfreut euch, ihr Herzen (BWV 66) est issue de cette cantate 66a dont plusieurs mouvements se retrouvent dans la cantate de Pâques de 1724.

## Structure et instrumentation
Il y a huit mouvements :
1. récitatif  : Der Himmel dacht auf Anhalts Ruhm und Glück.
2. aria : Traget ihr Lüffte den Jubel von hinnen.
3. récitatif : Die Klugheit auf dem Thron zu sehn.
4. aria : Ich weiche der Erden sagen.
5. récitatif : Wie weit bist du mit Anhälts Götter-Ruhm.
6. aria : Beglücktes Land von süsser Ruh und Stille!.
7. récitatif : Nun theurer Fürst! der seinen Purpur schmücket.
8. aria : Es strahle die Sonne.

## Source
- (it) Cet article est partiellement ou en totalité issu de l’article de Wikipédia en italien intitulé « Der Himmel dacht' auf Anhalts Ruhm und Glück » (voir la liste des auteurs).